# Транспорт в Пловдив
Пловдив е един от важните транспортни центрове на България. Още от древността Тримонциум е главен град по римския път Виа Милитарис (Виа Диагоналис) с връзка към Виа Игнация и Бяло море. Днес през града минават основни автомобилни пътища с международно значение. Пловдив е и основен център на железопътния и въздушния транспорт в Южна България.

## Транспортна инфраструктура
Най-големите транспортни съоръжения в Пловдив са пътен възел „Родопи“, Коматевски транспортен възел, надлезите на Асеновградско шосе, Карловско шосе и Цариградско шосе, „Бетонния мост“ на Кичук Париж, както и подлезът под Централната поща и тунелът под Трихълмието.

### Мостове над Марица
През Пловдив протича река Марица, която се преодолява в рамките на града чрез следните мостове (от изток на запад):
- Адата – над остров Адата
- Моста на Панаира – булевард „Цар Борис III Обединител“
- Пешеходния мост – при Гранд хотел „Пловдив“
- Герджика – булевард „Руски“ / ул. „Победа“
- Зеления мост – бул. "Васил Априлов"
- Железния мост – до стадион „Пловдив“.

### Тунели
Пътният тунел по бул. „Цар Борис III Обединител“ в Пловдив под Античния театър е построен през петдесетте години на XX век. Прокопаването му започва през ноември 1949 г. и първоначално носи името на Георги Димитров, починал по-рано същата година. Съоръжението представлява двупосочен пътен тунел (една тръба) с по две ленти на движение за всяка посока. Дължина: 216 м., широчина: 18 м, напречно сечение: 105 м2. В края на 90-те тунелът е основно ремонтиран, поставени са хидроизолация, третична облицовка с шумозаглушаващ ефек, ново осветление и контактна мрежа.
Тунелът под Централна поща, свързващ улица „Гладстон“ и булевард „Мария Луиза“ е построен през 80-те години. Съоръжението представлява една тръба с две ленти за движение във всяка посока, всяка с широчина 4,2 м, максималната височина е 18 м. Тунелът е в завой с максимална дължина на оста на 245 м в северното платно и 283 м – в южното платно.

## Междуселищен и международен транспорт

### Железопътен транспорт
От 1874 г. през Пловдив преминава железопътната линия Любимец – Белово, разширена в началото на 20 век до София и Истанбул. Пловдив е център на ЖП управление за Южна България, а оттук започват линиите за Стара Загора и Бургас, Карлово, Панагюрище, Пещера, Хисаря и Асеновград. Първостепенните ЖП линии на града (до София, Свиленград и Стара Загора) се превръщат във високоскоростни. Пловдив се обслужва от четири пътнически гари и една спирка – Централната гара, гара Филипово, гара Тракия, ж.п. спирка Прослав и Товарна гара Тодор Каблешков. В района на гара Т. Каблешков, част от жп възел Пловдив, е изграден терминал за интермодални превози.
В границите на град Пловдив се намират 3 от тези ЖП гари: „Централна гара“ (16 коловоза), гара „Тракия“ (4 коловоза), гара „Филипово“ (8 коловоза).
В миналото в Пловдив са функционирали Градска железница и Детска железница.  В плановете на община Пловдив за периода след 2023 г. попадат изграждане на градска железница тип S-Bahn и трамвайна мрежа.

### Автомобилен транспорт
Автомагистрала А1 – „Тракия“ преминава на 5 км северно от града, а разстоянието по нея до София е 120 км. В източна посока магистралата достига до Бургас. Магистралата е част от Европейски път Е80, Паневропейски транспортен коридор 4 и Паневропейски транспортен коридор 8. Чрез първокласни пътища Пловдив е свързан с Асеновград (11 км), Пазарджик (38 км), Хасково (80 км), Стара Загора (93 км), Бургас (на 272 км), Русе (280 км) и Варна (396 км). Планира се изграждането на скоростен път до ГКПП Рудозем – Ксанти през Смолян, както и разширяване на Карловско шосе.
Градът се обслужва от три автогари – Автогара Север, Автогара Юг и Автогара Родопи. Поддържат се редовни автобусни линии до всички населени места в Пловдивска област, до по-големите градове в Южна България, както и международни линии до Гърция и Турция.
Автогара Юг е най-старата автогара в града. Построена е през 1958. Ремонтирана е от 2002 до 2005 г. Разположена е в близост до Централната железопътна гара. Общата ѝ площ е 4680 m2. Автогарата разполага с паркинг за 40 автобуса.
Автогара Родопи е построена през 2004 – 2005 г. и е открита на 1 март 2006 г. Площта ѝ е 1100 m2.
Кодът за Пловдив и областта на регистрационните номера на автомобилите е РВ.

### Въздушен транспорт
Международно летище – Пловдив е разположено на 12 км югоизточно от града, близо до село Крумово. Гражданското летище е открито през 1981 г. и обслужва пътнически, карго и бизнес полети. През зимния сезон от декември до април летището обслужва ежедневни чартърни туристически полети за българските ски-курорти Пампорово и Боровец. На 1 юли 2009 година Сергей Станишев прерязва лентата на новоизградения за 4 месеца и половина терминал на летището. 
На 21 септември 1991 г. край Летище Пловдив е открит Музей на авиацията.
Изпъляват се полети до Меминген и Лондон.

## Градски транспорт
Няма тролеи, трамваи и метро.
Общинско предприятие „Организация и контрол на транспорта“, основано през 1997 г., съгласува схемите за промяна в организацията на движение за промяна маршрута на превозните средства, извършващи обществен превоз на пътници по редовните автобусни и тролейбусни линии. Линиите на градския транспорт и маршрутните линии на Пловдив обслужват още близките села Ягодово, Катуница, Караджово, Труд, Скутаре и други.

### Автобусни линии
Вътрешноградският транспорт в Пловдив се осъществява по 29 основни и 2 допълнителни автобусни линии. Това са 1, 4, 6, 7, 9, 10, 11, 12, 15, 16, 17, 18, 20, 21, 22, 24, 25, 26, 27, 29, 36, 37, 44, 66, 93, 99,113, 116, 222. Линиите се обслужват от пет частни фирми („Хеброс Бус“, „Автотранс Чолаков“, „Автобусни превози“ и „КЗТ Златанови“). Превозните средства от градския транспорт се движат между 5:00 и 21:30 ч., като в лятно време приемат разреден график. Билети могат да се закупуват в самото превозно средство от шофьора, цената е 1 лев. След неуспешен опит за въвеждане на електронна система за таксуване чрез устройства на фирмата "Индра", от септември 2024г. е въведено тестово електронно таксуване на системата Тикси по линия 25.
От 2015 г. автобусите имат и GPS, а по спирките има и електронни табели, които показват кога ще дойде автобусът.
През септември 2024г. една от фирмите за градския транспорт, Автотранс Чолаков, докара шофьори от Индия. 

### Тролейбусни линии
В Пловдив е изградена двупосочна контактна мрежа с дължина 55 км (общо 110 км). На 6 януари 1956 г. e открита първата тролейбусна линия в града. В миналото са действали общо 42 тролейбусни линии: № 2, 3, 5, 8, 13, 14, 19, 23, 25, 28, 30, 32, 33, 34, 35, 38, 42, 45, 46, 49, 50, 52, 55, 59, 63, 72, 88, 91, 96, 102, 104, 109, 114, 126, 134, 141, 157, 174, 188, 207, 211, 354. Стари модели тролейбуси, които са работили в Пловдив са Škoda 9Tr, Škoda 14Tr, ЗиУ 682, DAC Чавдар 317 ETr, Чавдар В14-20Т.
През октомври 2012 г. на фирма „Градски транспорт – Пловдив“ АД се прекратява договора за тролейбусните линии № 3, 5, 14, 19 и 134 с тролейбуси Van Hool AG280T и Saurer GT560. Оттогава не се осъществяват тролейбусни превози в Пловдив. Контактната мрежа е в по-голямата си част демонтирана или съответно премахната заради случаи на падане на жици.

### Маршрутни линии и такси
Допълнителни вътрешноградски линии (маршрутки) работят по линии № 5, 8. Бяха пуснати и маршрутки №10, 16 и 19, но ги спряха заради дублиране с маршрутите на автобусни линии съответно №10, 37 и 99.
Някои фирми извършват лек таксиметров превоз на пътници на територията на град Пловдив. Маршрутна линия №2 до летището е закрита. Маршрутка №5 ходи до селата Строево и Труд . Маршрутка №8 – до Скутаре, Рогош и Маноле.

### Градска железница
През 1997 г. в Пловдив е изградена градска железница (S-бан). Пръстенът се очертава от Централна ЖП гара, Тракия, Скутаре, гара Филипово, минава покрай стадион Пловдив, покрай бул. Пещерско шосе се затваря на Централна гара. Линията има общо 10 спирки. Единствената градска железница в България осигурява превоз до основни точки в града от 5:20 до 21:48 ч. всеки ден. Обиколката на целия път трае 55 мин.
Вече не се извършват превози!

### Велосипедни алеи
До 2012 велоалеи са изградени по бул. „България“ в отсечката от бул. „Васил Априлов“ до колелото на Панаира (основно ремонтирана през 2009 – 2010 г.) и по бул. „Асеновградско шосе“ от Аграрния университет до Мебелна къща. В момента има над 60 км веломрежа, което нарежда града на първо място в България.